# 伯勒尼·拉斯洛
伯勒尼·拉斯洛（匈牙利語：Bölöni László，1953年3月11日—），罗马尼亚男子足球运动员，司职中场。他曾代表罗马尼亚国家队参加1984年欧洲足球锦标赛，结果队伍止步小组赛阶段。